# 리엄 코즈그레이브

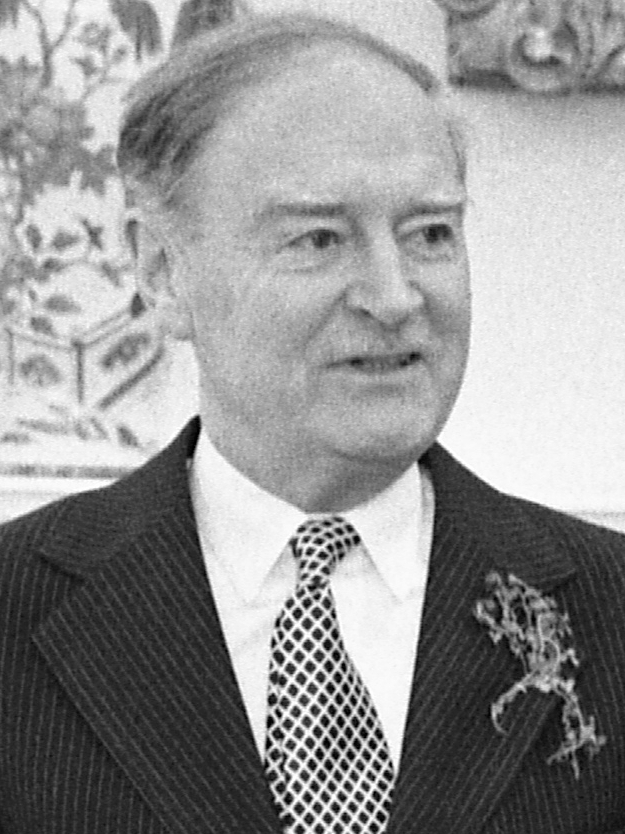
리엄 코즈그레이브 (1976년)

윌리엄 마이클 "리엄" 코즈그레이브(영어: William Michael "Liam" Cosgrave, 1920년 4월 13일 더블린 ~ 2017년 10월 4일 더블린)는 아일랜드의 정치인이다. 소속 정당은 피너 게일이다.

## 생애
1943년 6월부터 1977년 6월까지 아일랜드 하원 의원(타흐터 달러)을 역임했다. 1948년 2월 18일부터 1951년 6월 13일까지 아일랜드 의회의 산업·통상 담당 정무차관을 역임했고 1954년 6월 2일부터 1957년 3월 20일까지 아일랜드 외무부 장관을 역임했다.
1965년 4월 21일부터 1977년 7월 1일까지 피너 게일 대표를 역임했으며 1965년 4월 21일부터 1973년 3월 14일까지 아일랜드 하원의 원내 야당 대표를 역임했다. 1973년 3월 14일부터 1977년 7월 5일까지 아일랜드의 총리(티셔흐)를 역임했다. 1977년 6월부터 1981년 6월까지 아일랜드 하원(달 에런)의 명예직인 달 에런의 아버지 칭호를 받았다.